# Likey
«Likey» es un sencillo grabado por el grupo femenino surcoreano Twice, el sencillo principal de su primer álbum de estudio Twicetagram. La canción fue lanzada el 30 de octubre de 2017 por JYP Entertainment y distribuida por Genie Music.

## Antecedentes y lanzamiento
El regreso de Twice con su primer álbum de estudio, junto con el sencillo «Likey», fue anunciado oficialmente el 16 de octubre de 2017. Dos teasers para la canción fueron publicados el 28 de octubre. «Likey» y su vídeo musical fue lanzado el 30 de octubre a para descarga digital en varios sitios de música.

## Composición
«Likey» fue compuesto por Black Eyed Pilseung y Jeon Gun. Fue la cuarta colaboración de Twice con Black Eyed Pilseung, después de sus sencillos «Like OOH-AHH», «Cheer Up» y «TT».
El sencillo de electro-pop se abre con un sonido synth-pop y continúa con niños animando, tocando trompetas, y también hay sintetizadores. Líricamente, se trata de la agonía de tratar de obtener un «me gusta» en los medios sociales de un amor platónico. También describe la lucha de mantener una bella imagen en las redes sociales.

## Vídeo musical
El vídeo musical de «Likey» fue filmado en Vancouver, Columbia Británica, Canadá, a principios de septiembre de 2017, mostrando algunas de las áreas más emblemáticas de la región. Fue presentado en CTV News Vancouver, afirmando que se espera que el vídeo impulse el turismo de la ciudad.
Al principio del vídeo, Twice es visto haciendo payasadas en la pista de hockey sobre patines de Sunset Beach con vistas al océano y a Granville Island detrás de ellas. También se reúnen en una tienda de gelato. Los contextos para la rutina de baile incluyen el callejón Gastown y Maple Tree Square, Alley Oop (el colorido backlane del centro de la ciudad entre Granville Street y las calles Seymour) y Hallelujah Point de Stanley Park. También presenta Gastown Steam Clock, la tienda Angel Hand-Painted Fashions, White Rock Pier, Steveston's Marine Garage y SkyTrain mientras viajan en un viejo tren Mark I.

## Posicionamiento en listas
| Lista (2017)          | Mejor posición |
| --------------------- | -------------- |
| Japón (Japan Hot 100) | 2              |
| Corea del Sur (Gaon)  | 1              |
| (World Digital Songs) | 1              |

## Victorias en programas musicales
| Canción | Programa                  | Fecha                   |
| ------- | ------------------------- | ----------------------- |
| «Likey» | Show Champion (MBC Music) | 8 de noviembre de 2017  |
| «Likey» | M Countdown (Mnet)        | 9 de noviembre de 2017  |
| «Likey» | Music Bank (KBS)          | 10 de noviembre de 2017 |
| «Likey» | Inkigayo (SBS)            | 12 de noviembre de 2017 |